# Diana Riba
Diana Riba i Giner (Barcelona, 21 de febrero de 1975) es una pedagoga, activista por los derechos civiles y política española. Es miembro del Grupo de los Verdes/Alianza Libre Europea en el Parlamento Europeo en representación de Esquerra Republicana de Catalunya.
Se licenció en pedagogía en la Universidad de Barcelona. Empezó a trabajar en la Fundación Centro de Iniciativas e Investigación Europeas en el Mediterráneo (CIREM). Fue programadora cultural del Fórum Universal de las Culturas que se celebró en Barcelona en 2004. Regentó la librería Pati de Llibres de Sant Cugat del Vallès. Fue miembro de la junta y tesorera del Consejo Catalán del Libro Infantil y Juvenil y vocal del Gremio de Libreros de Cataluña. Fue vicepresidenta de los Castellers de Sant Cugat. Es fundadora y tesorera de la Asociación Catalana por los Derechos Civiles (ACDC).
Candidata en el número 3 de la coalición Ahora Repúblicas para las elecciones al Parlamento Europeo de 2019 en España, fue elegida eurodiputada. En el Parlamento Europeo, además de ser miembro de las Comisiones de Cultura y Educación, de libertades Civiles, Justicia y Asuntos de Interior, y de Derechos de las Mujeres e Igualdad de Género, es vicepresidenta de la Comisión de Investigación encargada de examinar el uso del programa espía de vigilancia Pegasus y otros programas equivalentes. Ella misma es una de las personas que fueron espiadas en el caso de ciberespionaje que se conoce como Catalangate.
Riba está casada con el antiguo diputado en el Parlamento Europeo Raül Romeva i Rueda.